# Goudbuikorganist
De goudbuikorganist (Euphonia chrysopasta) is een zangvogel uit de familie Fringillidae (vinkachtigen).

## Verspreiding en leefgebied
Deze soort telt 2 ondersoorten:
- E. c. chrysopasta: het westelijk Amazonebekken.
- E. c. nitida: oostelijk Colombia, Venezuela, de Guyana's en noordelijk Brazilië.